# Berhomet
Berhomet (ukr. Берегомет) – osiedle typu miejskiego na Ukrainie w rejonie wyżnickim obwodu czerniowieckiego.
Znajduje tu się stacja kolejowa Berhomet.

## Historia
Status osiedla typu miejskiego posiada od 1963.
W 1969 liczyło 8,4 tys. mieszkańców.
W 1989 liczyło 8414 mieszkańców.
W 2013 liczyło 7751 mieszkańców.